# Biserica Sfânta Treime din Retevoiești
Biserica  Sfânta Treime este un monument istoric aflat pe teritoriul satului Retevoiești; comuna Pietroșani, județul Argeș.

## Istoric și trăsături
Biserica a fost construită între anii 1795-1796 de Scarlat Drugănescu, mare stolnic și ispravnic al Muscelului, împreună cu soția sa, Sultana. Este continuatoarea unei biserici mai vechi, începută de neamurile lui: altarul și naosul înainte de secolul XV, pronaosul adăugat în 1516, iar pridvorul în 1575, de către marele logofăt Vlaicu de Piscani.
Icoanele sunt opera lui Radu zugravu. Biserica a fost reparată în anul 1831 de Istrate Leicescu, pe cheltuiala căminarului Grigorie Drugănescu, în anul 1859 (când a fost zugrăvită) de polcovniceasa Zorica Grecov, apoi în anii 1915, 1946, 1970. Lucrări ample de restaurare și înfrumusețare au fost realizate în perioada 2014-2019, biserica fiind resfințită de Calinic, Arhiepiscop al Argeșului și Muscelului.

## Imagini

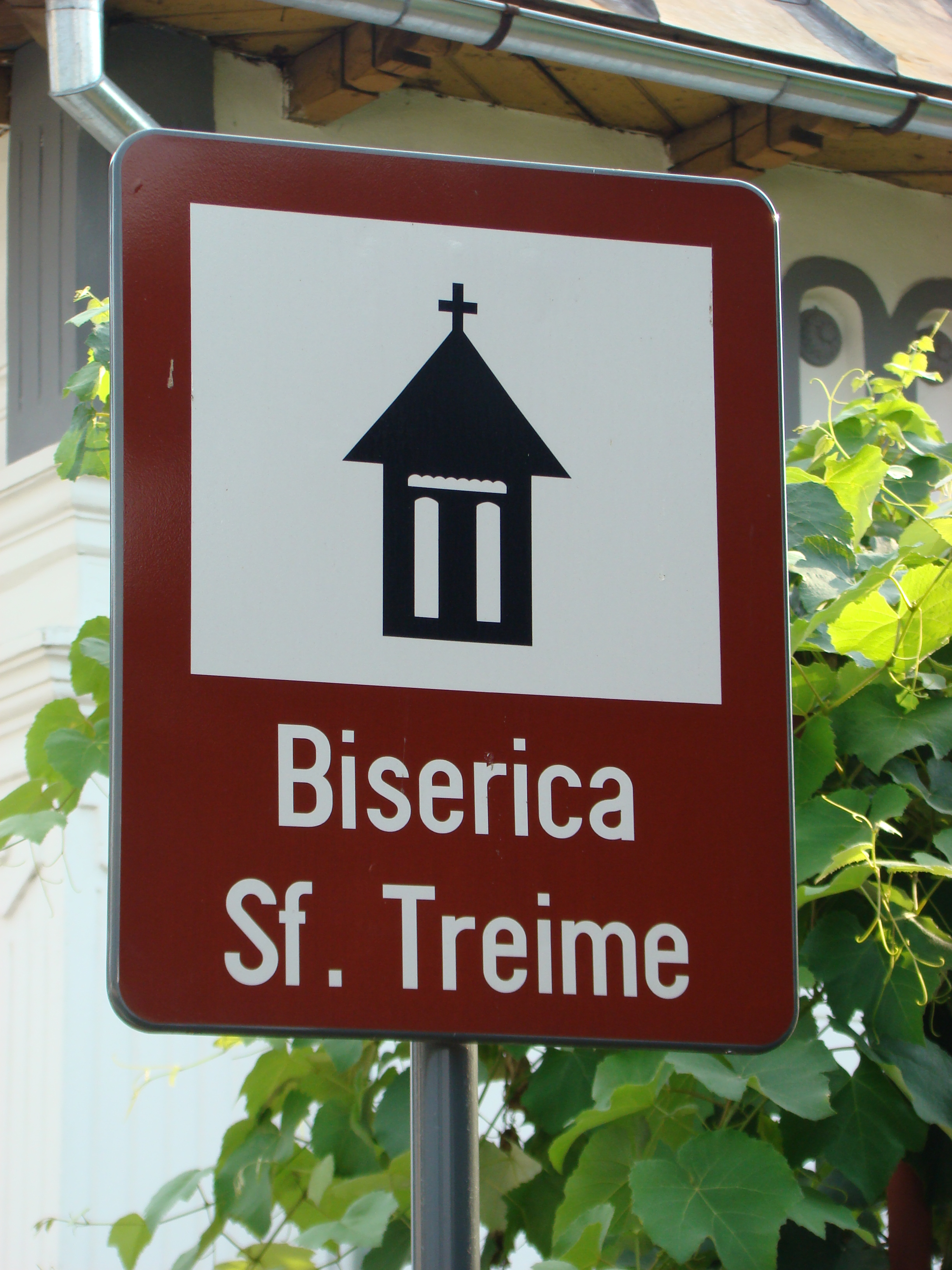
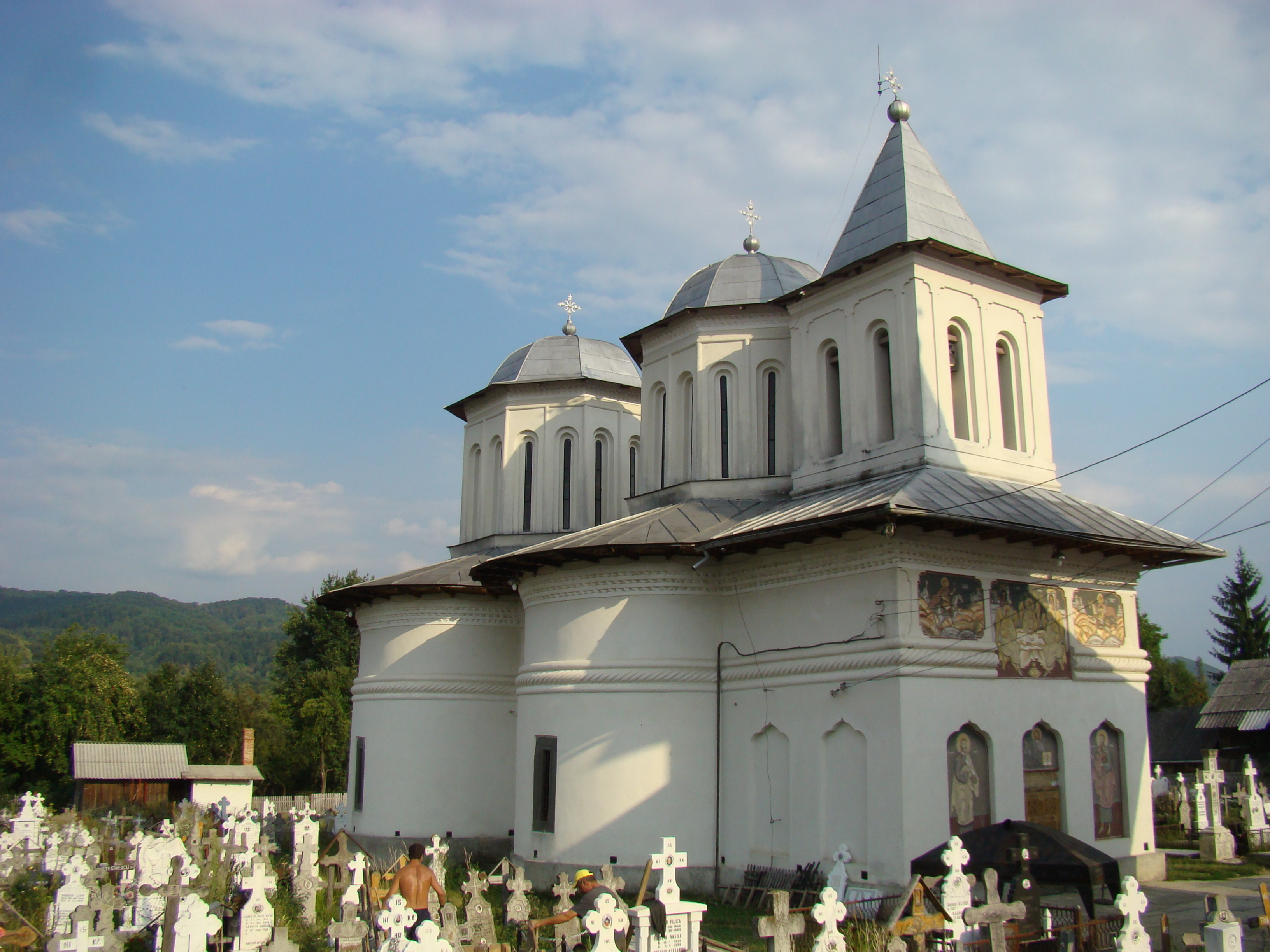
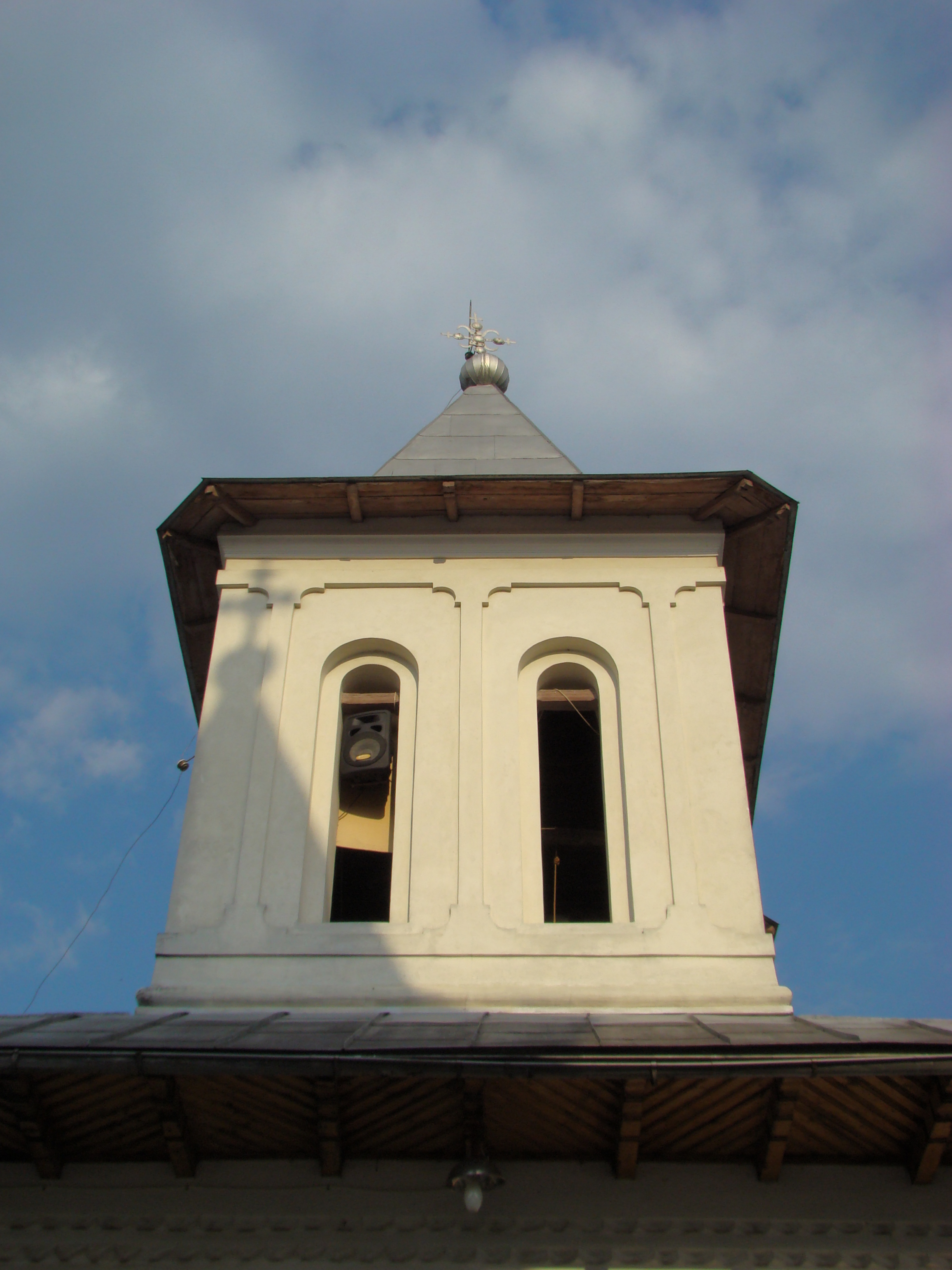
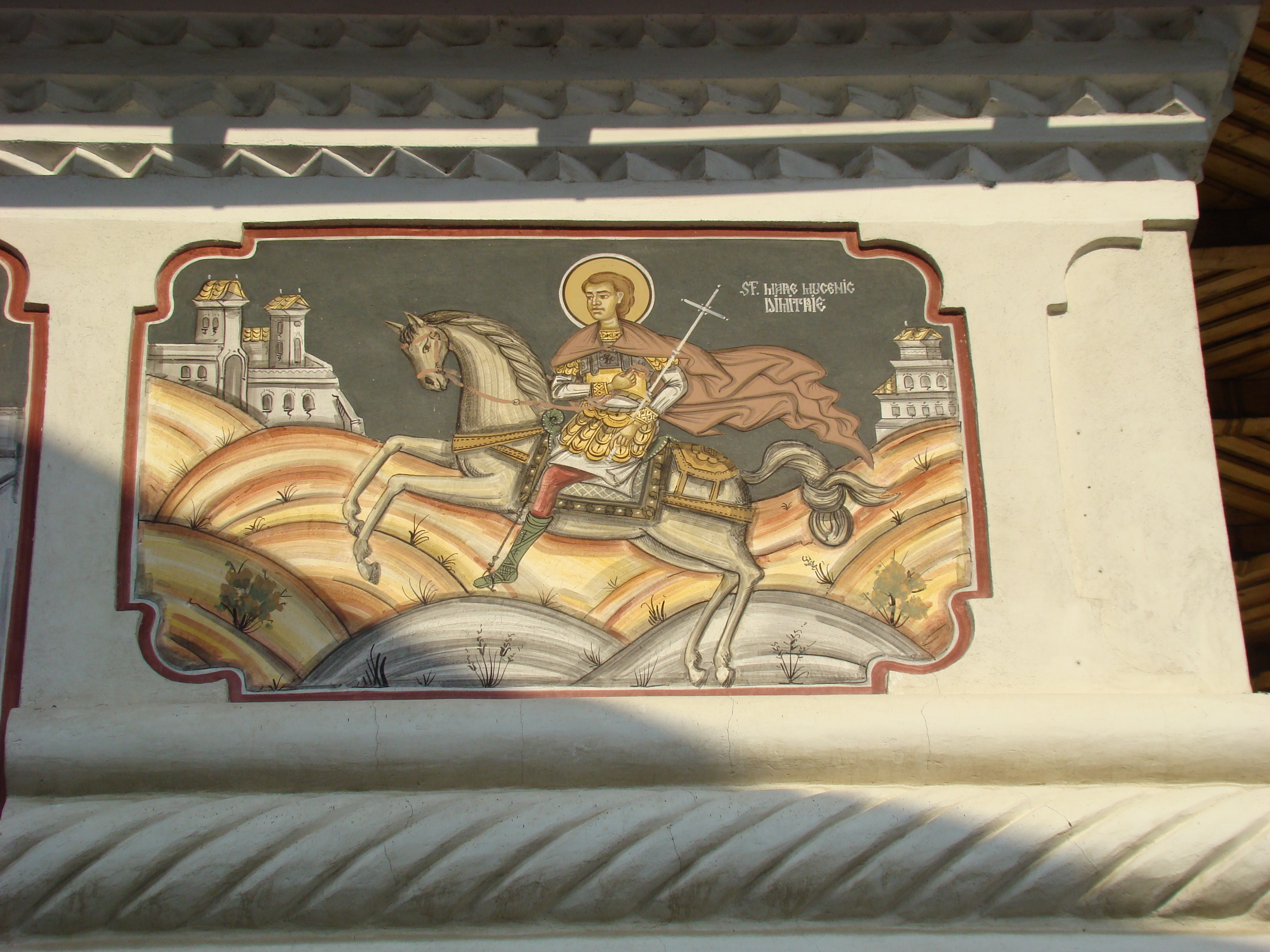
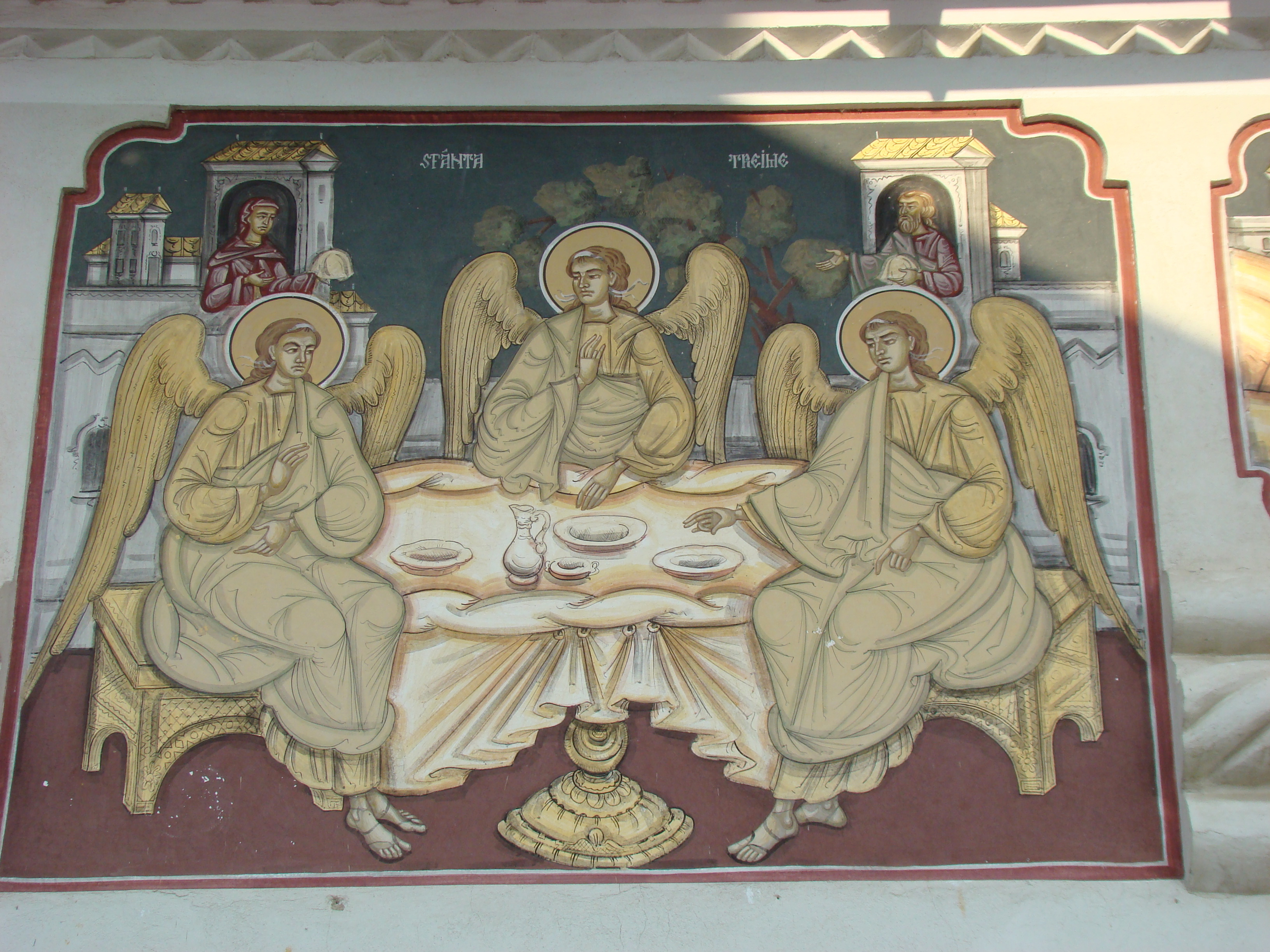
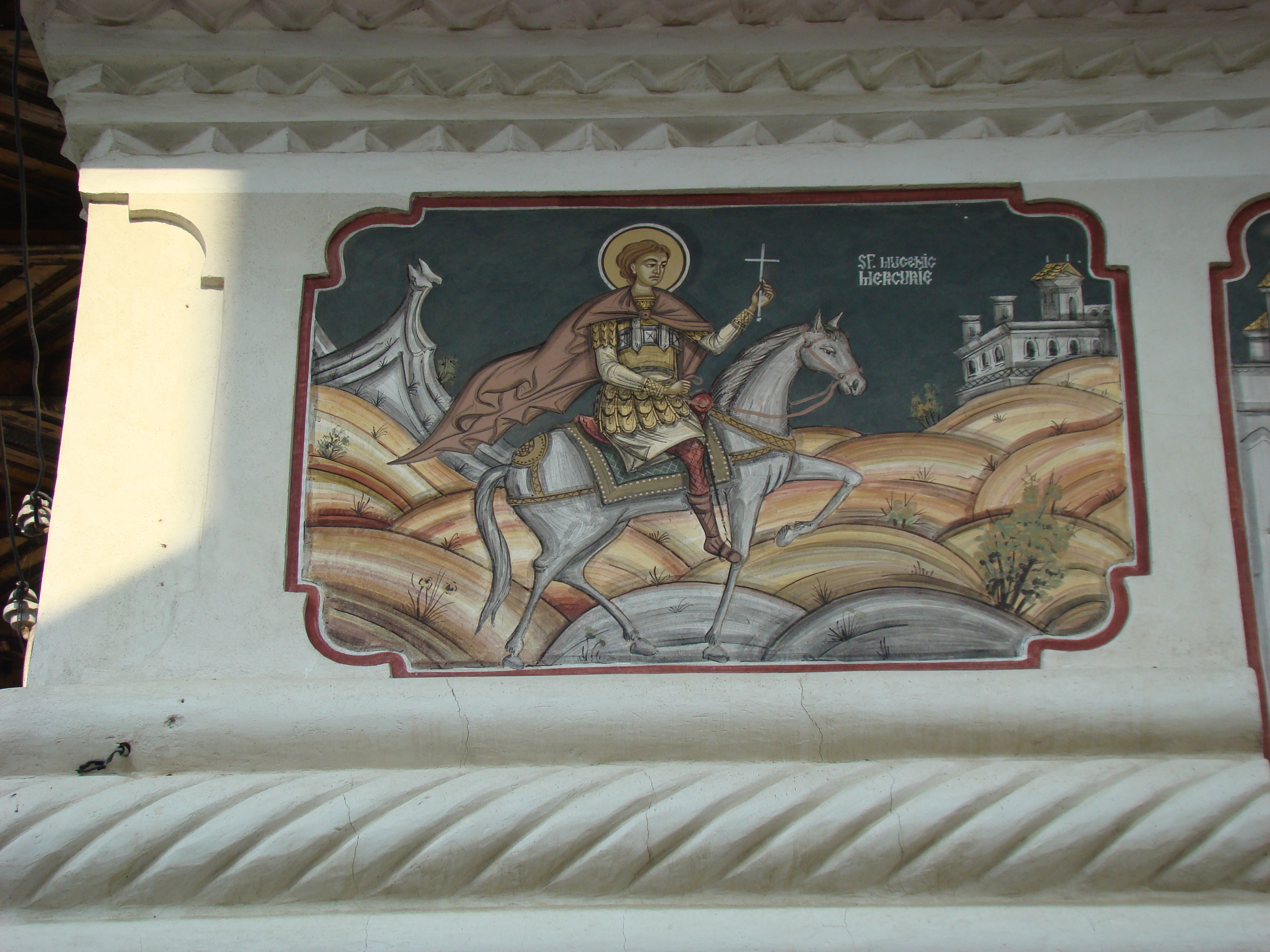
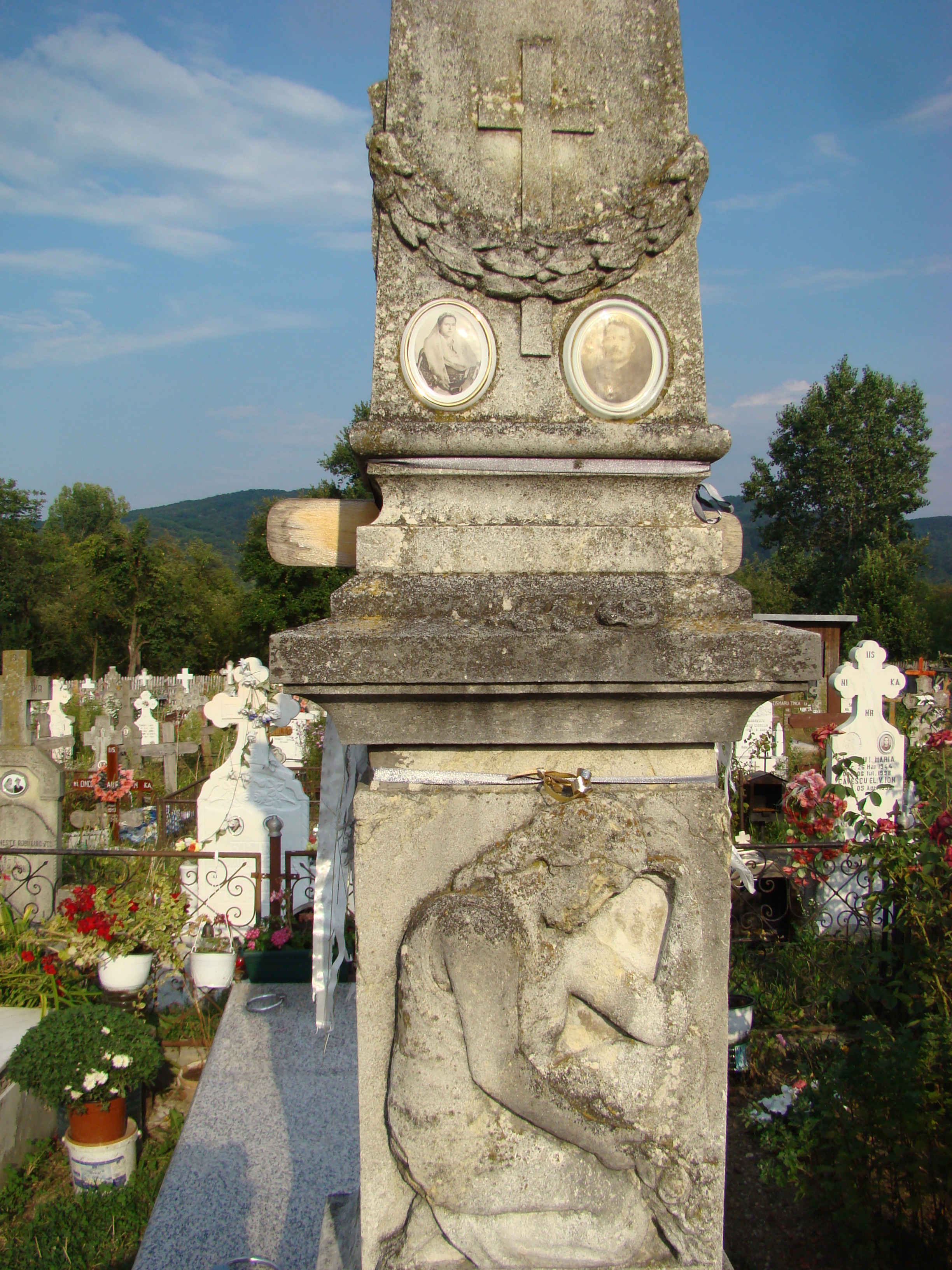
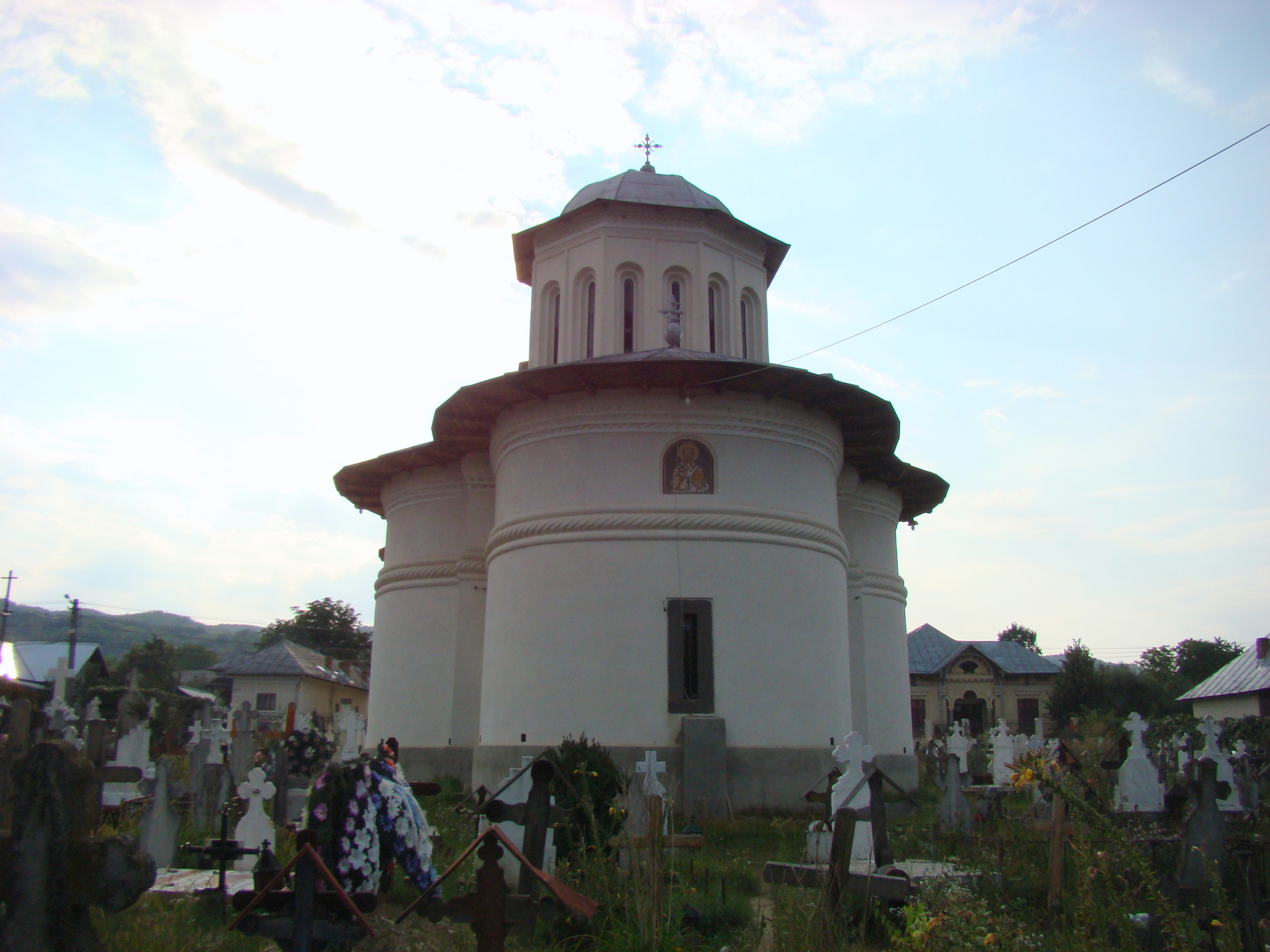
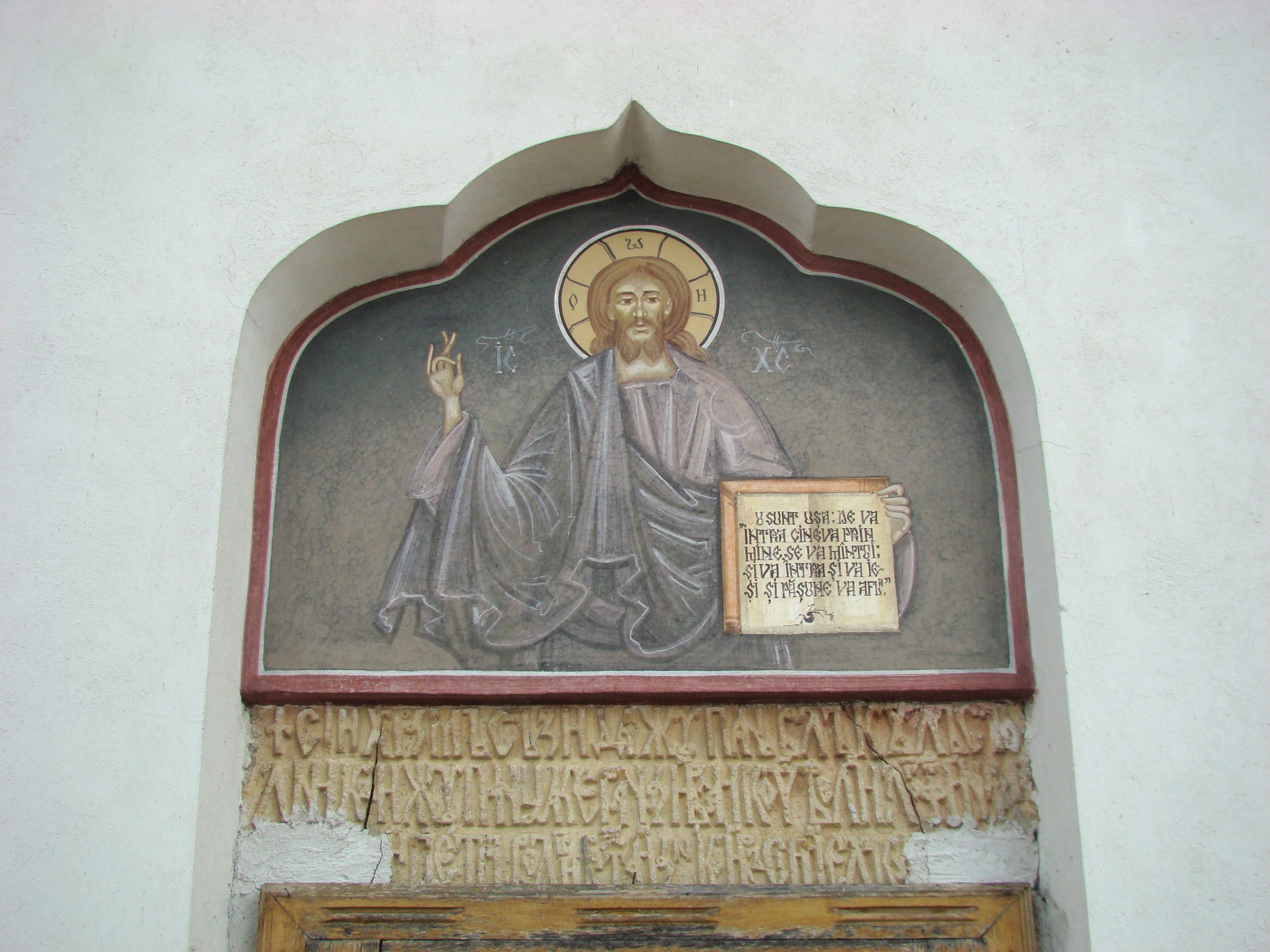
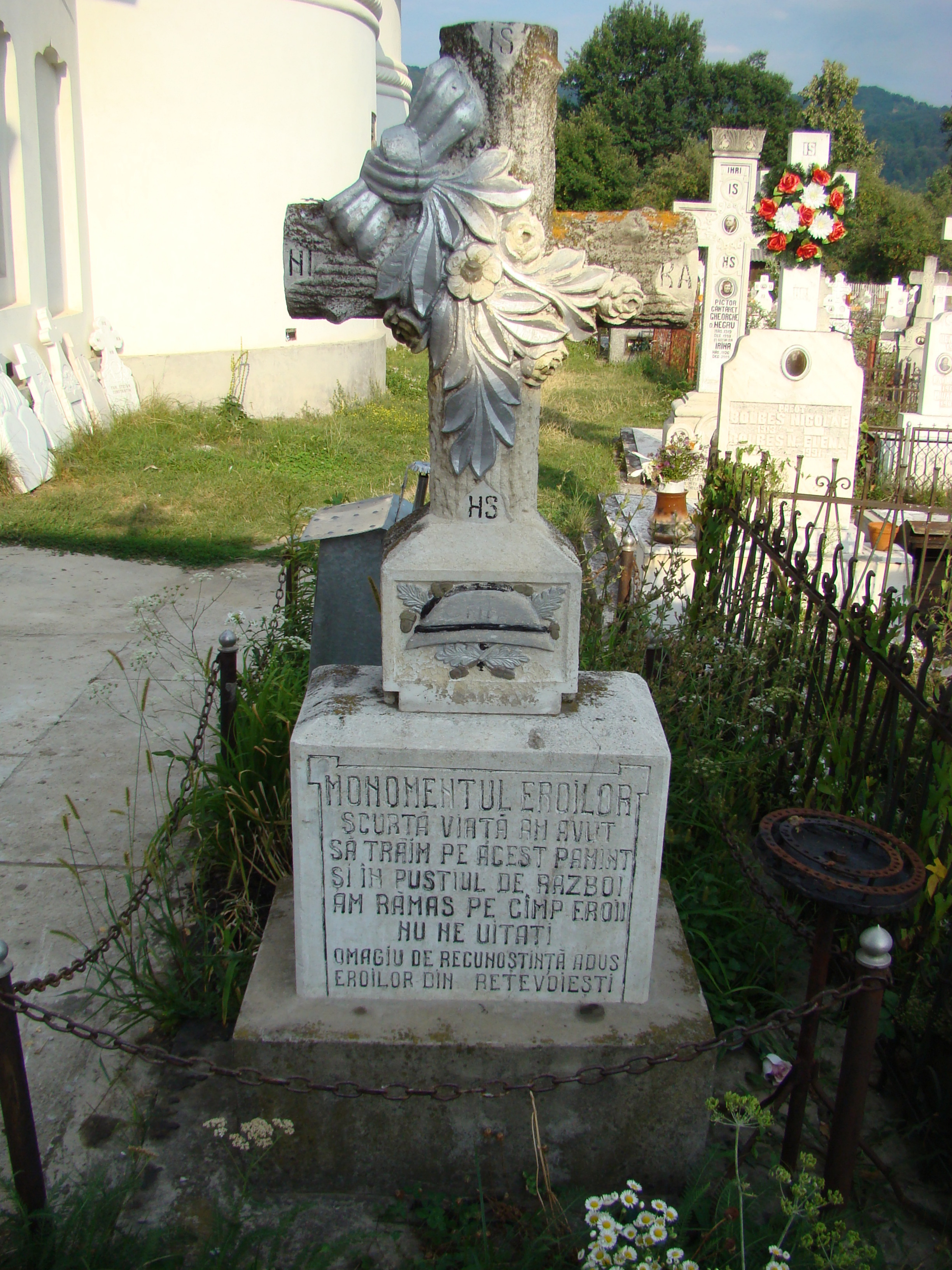
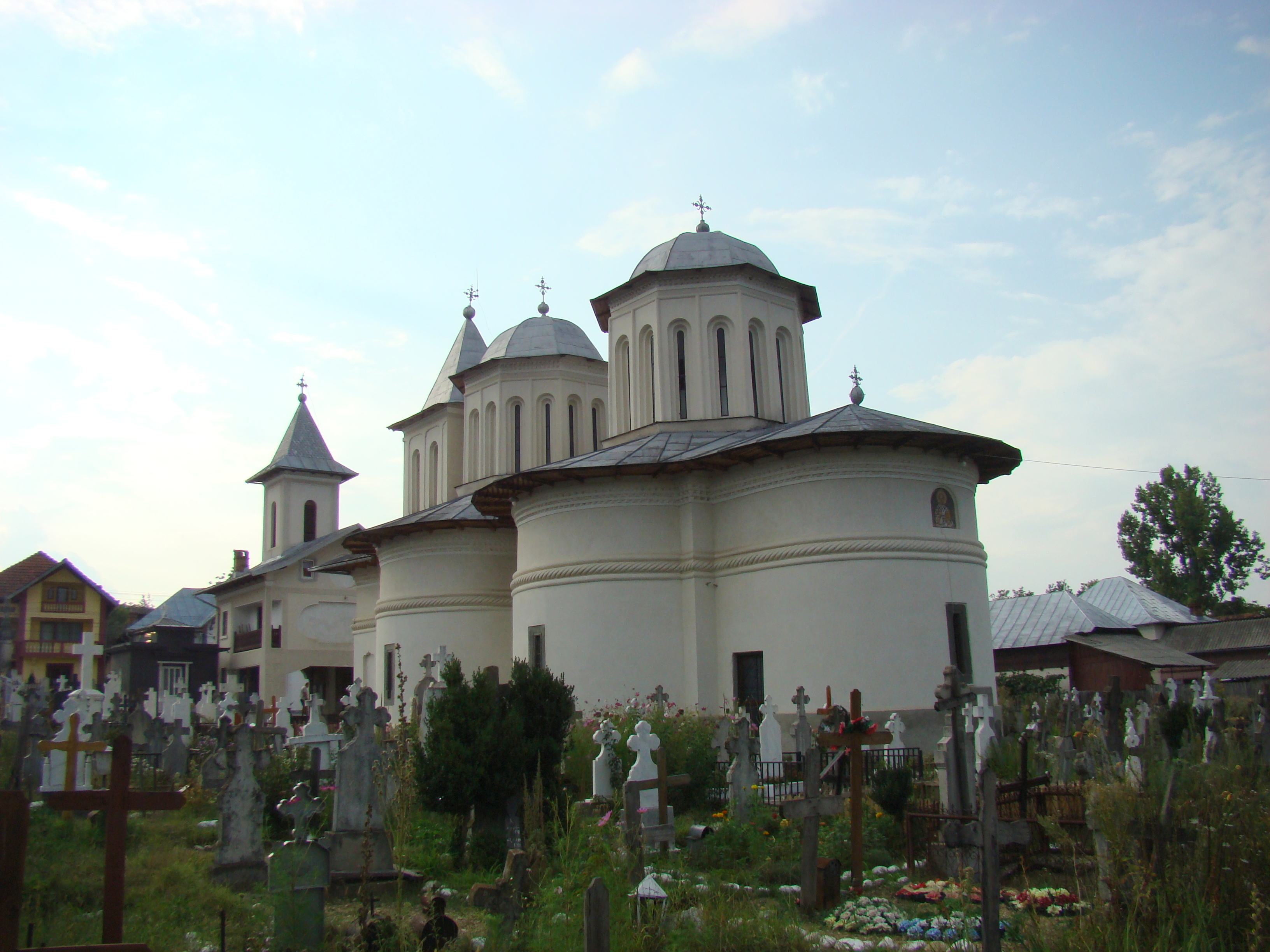
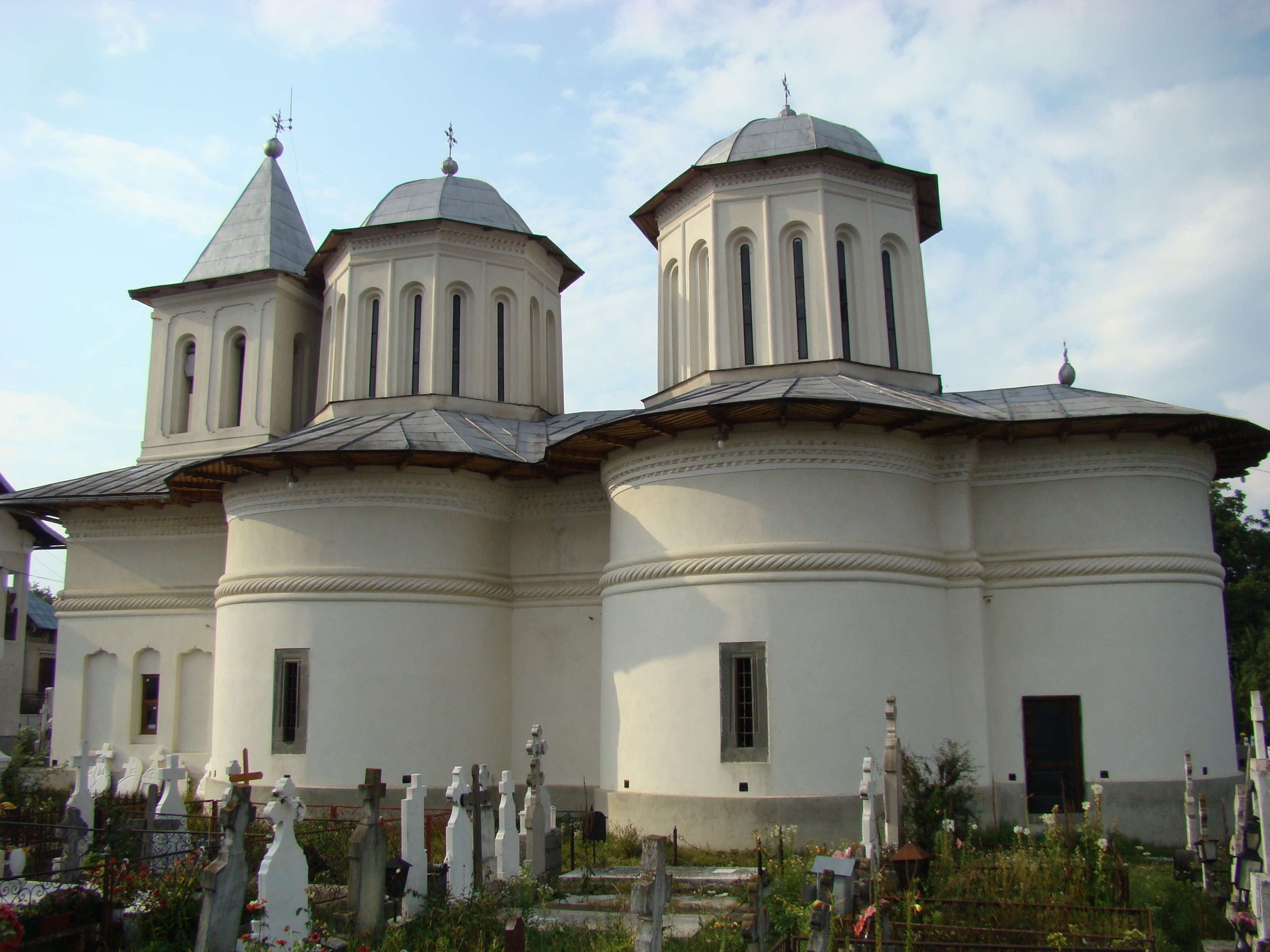
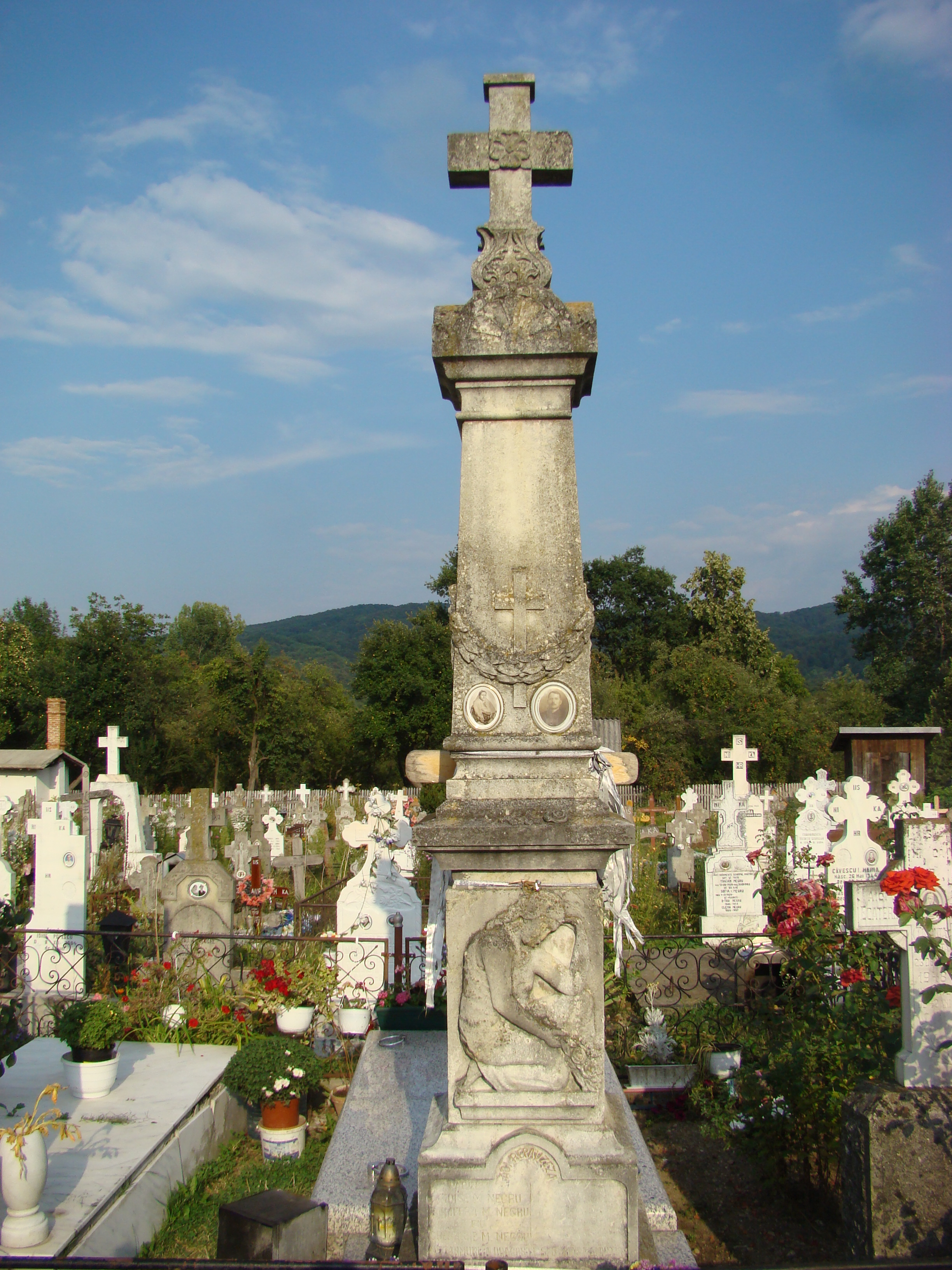